# Heksenmelkrozetgalmug
De heksenmelkrozetgalmug (Spurgia esulae) is een muggensoort uit de familie van de galmuggen (Cecidomyiidae). De wetenschappelijke naam van de soort is voor het eerst geldig gepubliceerd in 1990 door Gagne.

## Waardplant
De heksenmelkrozetgalmug gebruikt vooral heksenmelk als waardplant. Daarnaast is de soort soms ook op te vinden op kruisbladige wolfsmelk en straatwolfsmelk.